# ABN-bolagen
ABN-bolagen (AB Bo Nyman) var en tillverkare av elektronisk utrustning i Stockholm som ingick i Axel Wenner-Grens företagssfär. 
1957 överlät Wenner-Grens holdingbolag Fulcrum genom Birger Strid, en av Wenner-Grens förtrogna, Svenska Reläfabriken tillsammans med Eksjöverken till Bo Nyman som skapade ABN-bolagen. En ny fabrik byggdes i Bollmora, det första spadtaget tog Axel Wenner-Gren 30 oktober 1958, fabriken invigdes i oktober 1959. Bo Nyman blev chef (disponent) för en verksamhet med 600 personer. Verksamheten kom att innefatta datorutveckling i Alwac 8000 och Wegematic 1000 samt snabbtelefoni och järnvägstelefoni. Det fanns även en rad andra projekt, t.ex. högtalartelefonen Wegephone (som sedan såldes av Televerket), bärvågsapparater, jonisering, kylningsaggregat och luftkuddefordon.
1961 köpte Strid ABN-bolagen av Nyman för 8 miljoner kronor men bolaget gick bankrutt och i december 1961 ställdes betalningarna in. ABN-bolagen startade även representation i New York 1961 men redan samma år lades kontoret ned. I december 1961 lades ABN ner. Fabriken i Norrköping köptes av Ericsson.